# Юнацький чемпіонат АФФ з футболу (U-19) 2016
Юнацький чемпіонат Азії з футболу U-19 2016 року (англ. 2016 AFF U-19 Youth Championship) — міжнародний футбольний турнір під егідою Федерації футболу АСЕАН для юнаків до 19 років з Південно-Східної Азії. Офіційна назва — Чемпіонат АФФ Веткомбанк U-19. Вже вшосте турнір приймав В'єтнам (після турнірів 2007, 2009, 2010, 2012 та 2014 роках). Проводився з 11 по 24 вересня 2016 року. Одинадцять з дванадцяти країн-членів Федерації футболу АСЕАН підтвердили свою участь у турнірі. Вони були розділені на дві групи, по 5 та 6 команд у кожній відповідно.

## Стадіони
| Ханой                                  | Ханой                                                                                                  | Ханой             |
| -------------------------------------- | --- | ----------------- |
| Молодіжний тренувальний центр В'єтнаму | Ханойclass=notpageimage\| Місце розташування стадіонів Юнацького чемпіонату АФФ з футболу (U-19) 2016. | Ханг Дай          |
| Місткість: 1,000                       | Ханойclass=notpageimage\| Місце розташування стадіонів Юнацького чемпіонату АФФ з футболу (U-19) 2016. | Місткість: 22,500 |
|                                        | |                   |

## Команди-учасниці
- Австралія
- Таїланд
- В'єтнам
- М'янма
- Східний Тимор
- Малайзія
- Індонезія
- Лаос
- Камбоджа
- Філіппіни
- Сінгапур

## Груповий етап
- Всі матчі проходили в Ханої, В'єтнам.
- Початок проведення поєдинків вказано за місцевим часом, ICT (UTC+7).

### Група A
| Поз | Команда       | І | В | Н | П | ГЗ | ГП | РГ | О  | Кваліфікація |
| --- | ------------- | - | - | - | - | -- | -- | -- | -- | ------------ |
| 1   | В'єтнам (H)   | 4 | 3 | 1 | 0 | 11 | 5  | +6 | 10 | Плей-оф      |
| 2   | Східний Тимор | 4 | 3 | 0 | 1 | 8  | 7  | +1 | 9  | Плей-оф      |
| 3   | Малайзія      | 4 | 2 | 0 | 2 | 10 | 7  | +3 | 6  |              |
| 4   | Сінгапур      | 4 | 1 | 1 | 2 | 3  | 5  | −2 | 4  |              |
| 5   | Філіппіни     | 4 | 0 | 0 | 4 | 5  | 13 | −8 | 0  |              |

| 11 вересня 2016 16:00 | \| Філіппіни \| 1:2 Звіт \| Східний Тимор \| \| Джарвіс 75' \| Голи \| Монтейру 10' Енріке Круж 37' \| | Ханг Дай, Ханой Арбітр: Торік Аль-Катірі (Індонезія) |
| Філіппіни             | 1:2 Звіт                                                                                               | Східний Тимор                                        |
| Джарвіс 75'           | Голи                                                                                                   | Монтейру 10' Енріке Круж 37'                         |

| 11 вересня 2016 19:00 | \| Сінгапур \| 0:0 Звіт \| В'єтнам \| | Ханг Дай, Ханой Глядачів: 2 200 Арбітр: Монголчай Печсрі (Таїланд) |
| Сінгапур              | 0:0 Звіт                              | В'єтнам                                                            |

| 13 вересня 2016 16:00 | \| Філіппіни \| 0:5 Звіт \| Малайзія \| \| \| Голи \| М. Камарудін 38' М. Джафрі 41' М. Амірул 70' (пен.) Кутті Абба 79' Русалан 90' \| | Ханг Дай, Ханой Арбітр: Ксайпасетх Пхонгсаніт (Лаос)                           |
| Філіппіни             | 0:5 Звіт | Малайзія                                                                       |
|                       | Голи | М. Камарудін 38' М. Джафрі 41' М. Амірул 70' (пен.) Кутті Абба 79' Русалан 90' |

| 13 вересня 2016 19:00 | \| Східний Тимор \| 1:4 Звіт \| В'єтнам \| \| Гама 90' \| Голи \| Нуй Тан Сінх 13' Нгуєн Тієн Лін 27' Тонг Ан Ті 80', 90+4' \| | Ханг Дай, Ханой Глядачів: 653 Арбітр: Варінторн Сассаді (Таїланд) |
| Східний Тимор         | 1:4 Звіт | В'єтнам                                                           |
| Гама 90'              | Голи | Нуй Тан Сінх 13' Нгуєн Тієн Лін 27' Тонг Ан Ті 80', 90+4'         |

| 15 вересня 2016 16:00                 | \| Малайзія \| 2:1 Звіт \| Сінгапур \| \| Зарулізван Мазлан 16' М. Джафрі 45+1' \| Голи \| Сягрул Сазалі 82' \| | Ханг Дай, Ханой   |
| Малайзія                              | 2:1 Звіт | Сінгапур          |
| Зарулізван Мазлан 16' М. Джафрі 45+1' | Голи | Сягрул Сазалі 82' |

| 15 вересня 2016 19:00                                           | \| В'єтнам \| 4:3 Звіт \| Філіппіни \| \| Ха Дук Чінх 10' (пен.) Трунг Тієн Ан 45+1' Тран Тьян 61' (пен.) \| Голи \| Вінгоффер 19' Міягі 25' Ебарле 90' \| | Ханг Дай, Ханой Арбітр: Кхін Маунг Він (М'янма) |
| В'єтнам                                                         | 4:3 Звіт | Філіппіни                                       |
| Ха Дук Чінх 10' (пен.) Трунг Тієн Ан 45+1' Тран Тьян 61' (пен.) | Голи | Вінгоффер 19' Міягі 25' Ебарле 90'              |

| 17 вересня 2016 16:00            | \| Східний Тимор \| 3:2 Звіт \| Малайзія \| \| Ф. Алвеш 32', 36' Ж.Альберту 71' \| Голи \| М.Джафрі 45' М. Ашраф 57' \| | Молодіжний тренувальний центр В'єтнаму, Ханой Глядачів: 200 Арбітр: Торік Аль-Катірі (Індонезія) |
| Східний Тимор                    | 3:2 Звіт | Малайзія                                                                                         |
| Ф. Алвеш 32', 36' Ж.Альберту 71' | Голи | М.Джафрі 45' М. Ашраф 57'                                                                        |

| 17 вересня 2016 19:00 | \| Філіппіни \| 1:2 Звіт \| Сінгапур \| \| Барлонган 16' \| Голи \| Перейра 17' Анугерах 23' \| | Молодіжний тренувальний центр В'єтнаму, Ханой Глядачів: 200 Арбітр: Ксайпасетх Пхонгсаніт (Лаос) |
| Філіппіни             | 1:2 Звіт                                                                                        | Сінгапур                                                                                         |
| Барлонган 16'         | Голи                                                                                            | Перейра 17' Анугерах 23'                                                                         |

| 19 вересня 2016 19:00 | \| Сінгапур \| 0:2 Звіт \| Східний Тимор \| \| \| Голи \| Гама 5' Олівейра 89' \| | Ханг Дай, Ханой Глядачів: 52 Арбітр: Варінторн Сассаді (Таїланд) |
| Сінгапур              | 0:2 Звіт                                                                          | Східний Тимор                                                    |
|                       | Голи                                                                              | Гама 5' Олівейра 89'                                             |

| 19 вересня 2016 19:00 | \| Малайзія \| 1:3 Звіт \| В'єтнам \| \| М. Джафрі 90' \| Голи \| Тран Дюй Кхан 13' Доан Ван Хау 81' Nguyễn Tiến Linh 90' \| | Молодіжний тренувальний центр В'єтнаму, Ханой Глядачів: 500 Арбітр: Кхін Маунг Він (М'янми) |
| Малайзія              | 1:3 Звіт | В'єтнам                                                                                     |
| М. Джафрі 90'         | Голи | Тран Дюй Кхан 13' Доан Ван Хау 81' Nguyễn Tiến Linh 90'                                     |

### Група B
| Поз | Команда   | І | В | Н | П | ГЗ | ГП | РГ | О  | Кваліфікація |
| --- | --------- | - | - | - | - | -- | -- | -- | -- | ------------ |
| 1   | Таїланд   | 5 | 4 | 1 | 0 | 13 | 6  | +7 | 13 | Плей-оф      |
| 2   | Австралія | 5 | 4 | 0 | 1 | 11 | 7  | +4 | 12 | Плей-оф      |
| 3   | М'янма    | 5 | 2 | 2 | 1 | 11 | 10 | +1 | 8  |              |
| 4   | Індонезія | 5 | 2 | 0 | 3 | 12 | 13 | −1 | 6  |              |
| 5   | Камбоджа  | 5 | 1 | 0 | 4 | 7  | 11 | −4 | 3  |              |
| 6   | Лаос      | 5 | 0 | 1 | 4 | 7  | 14 | −7 | 1  |              |

| 12 вересня 2016 16:00   | \| Таїланд \| 2:1 Звіт \| Лаос \| \| Ворачіт 26' Супачаі 60' \| Голи \| Майті 43' \| | Ханг Дай, Ханой Глядачів: 1 100 Арбітр: Стів Супренсія (Філіппіни) |
| Таїланд                 | 2:1 Звіт                                                                             | Лаос                                                               |
| Ворачіт 26' Супачаі 60' | Голи                                                                                 | Майті 43'                                                          |

| 12 вересня 2016 16:00                            | \| М'янма \| 3:2 Звіт \| Індонезія \| \| Аунг Куанг Манн 11' Зві Зет Паінг 27' Шві Ко 55' \| Голи \| Панді 17' Санді 44' \| | Молодіжний тренувальний центр В'єтнаму, Ханой Арбітр: Мухаммад Назмі Насаруддін (Малайзія) |
| М'янма                                           | 3:2 Звіт | Індонезія                                                                                  |
| Аунг Куанг Манн 11' Зві Зет Паінг 27' Шві Ко 55' | Голи | Панді 17' Санді 44'                                                                        |

| 12 вересня 2016 19:00            | \| Австралія \| 2:0 Звіт \| Камбоджа \| \| Ченг 64' (аг) Блеквуд 66' (пен.) \| Голи \| \| | Молодіжний тренувальний центр В'єтнаму, Ханой Арбітр: Чхен Хсін Чуан (Тайвань) |
| Австралія                        | 2:0 Звіт                                                                                  | Камбоджа                                                                       |
| Ченг 64' (аг) Блеквуд 66' (пен.) | Голи                                                                                      |                                                                                |

| 14 вересня 2016 19:00 | \| М'янма \| 0:3 Звіт \| Австралія \| \| \| Голи \| Пандуревич 18', 28' Скотт 83' \| | Молодіжний тренувальний центр В'єтнаму, Ханой Арбітр: Мухаммад Назмі Насаруддін (Малайзія) |
| М'янма                | 0:3 Звіт                                                                             | Австралія                                                                                  |
|                       | Голи                                                                                 | Пандуревич 18', 28' Скотт 83'                                                              |

| 14 вересня 2016 16:00                           | \| Камбоджа \| 3:0 Звіт \| Лаос \| \| Сеп Росіб 41' Лонг Феараз 86' Лонг Феараз 90+2' \| Голи \| \| | Молодіжний тренувальний центр В'єтнаму, Ханой Арбітр: Хуанг Ан Туан (В'єтнам) |
| Камбоджа                                        | 3:0 Звіт                                                                                            | Лаос                                                                          |
| Сеп Росіб 41' Лонг Феараз 86' Лонг Феараз 90+2' | Голи                                                                                                |                                                                               |

| 14 вересня 2016 19:00    | \| Індонезія \| 2:3 Звіт \| Таїланд \| \| Драджад 16' (пен.), пен' \| Голи \| Сіттічок 34', 46' Ворачіт 54' \| | Молодіжний тренувальний центр В'єтнаму, Ханой Арбітр: Хадімін Шахбуддін (Бруней) |
| Індонезія                | 2:3 Звіт | Таїланд                                                                          |
| Драджад 16' (пен.), пен' | Голи | Сіттічок 34', 46' Ворачіт 54'                                                    |

| 16 вересня 2016 16:00        | \| Індонезія \| 1:3 Звіт \| Австралія \| \| Багас Аді Нугрохо 35' (пен.) \| Голи \| Прасад 22' Скотт 72' Шабоу 88' \| | Молодіжний тренувальний центр В'єтнаму, Ханой |
| Індонезія                    | 1:3 Звіт | Австралія                                     |
| Багас Аді Нугрохо 35' (пен.) | Голи | Прасад 22' Скотт 72' Шабоу 88'                |

| 16 вересня 2016 16:00   | \| Таїланд \| 2:1 Звіт \| Камбоджа \| \| Джаккіт 28' Ворачіт 30' \| Голи \| Сарінгкан 8' (аг) \| | Ханг Дай, Ханой Глядачів: 350 Арбітр: Стів Супренсія (Філіппіни) |
| Таїланд                 | 2:1 Звіт                                                                                         | Камбоджа                                                         |
| Джаккіт 28' Ворачіт 30' | Голи                                                                                             | Сарінгкан 8' (аг)                                                |

| 16 вересня 2016 19:00          | \| Лаос \| 4:4 Звіт \| М'янма \| \| Майті 8', 54', 57' Хамфанх 90' \| Голи \| Шві Ко 21', 29' \| | Ханг Дай, Ханой Глядачів: 250 Арбітр: Хадімін Шахбуддін (Бруней) |
| Лаос                           | 4:4 Звіт                                                                                         | М'янма                                                           |
| Майті 8', 54', 57' Хамфанх 90' | Голи                                                                                             | Шві Ко 21', 29'                                                  |

| 18 вересня 2016 15:30 | \| Камбоджа \| 0:3 Звіт \| М'янма \| \| \| Голи \| Оук Сованн 21' (аг) Зве Зет Паінг 30' Аунг Наінг Він 49' \| | Молодіжний тренувальний цент В'єтнаму, Ханой Глядачів: 50 Арбітр: Хадімін Шахбуддін (Бруней) |
| Камбоджа              | 0:3 Звіт | М'янма                                                                                       |
|                       | Голи | Оук Сованн 21' (аг) Зве Зет Паінг 30' Аунг Наінг Він 49'                                     |

| 18 вересня 2016 16:00 | \| Лаос \| 1:3 Звіт \| Індонезія \| \| Ванна 25' \| Голи \| Панді 21' Садділ 43' Рафлі 84' \| | Молодіжний тренувальний цент В'єтнаму, Ханой Глядачів: 150 Арбітр: Хоанг Ан Туан (В'єтнам) |
| Лаос                  | 1:3 Звіт                                                                                      | Індонезія                                                                                  |
| Ванна 25'             | Голи                                                                                          | Панді 21' Садділ 43' Рафлі 84'                                                             |

| 18 вересня 2016 19:00 | \| Австралія \| 1:5 Звіт \| Таїланд \| \| Блеквуд 14' \| Голи \| Соравіт 18' Супачай 42', 57', 80' Ворачіт 90+2' \| | Молодіжний тренувальний цент В'єтнаму, Ханой Глядачів: 354 Арбітр: Мухаммад Назмі Насаруддін (Малайзія) |
| Австралія             | 1:5 Звіт | Таїланд                                                                                                 |
| Блеквуд 14'           | Голи | Соравіт 18' Супачай 42', 57', 80' Ворачіт 90+2'                                                         |

| 20 вересня 2016 16:00 | \| Таїланд \| 1:1 Звіт \| М'янма \| \| Супачай 58' \| Голи \| Аріяпол 9' (аг) \| | Ханг Дай, Ханой Глядачів: 200 Арбітр: Чен Хсін Чуан (Тайвань) |
| Таїланд               | 1:1 Звіт                                                                         | М'янма                                                        |
| Супачай 58'           | Голи                                                                             | Аріяпол 9' (аг)                                               |

| 20 вересня 2016 16:00 | \| Лаос \| 1:2 Звіт \| Австралія \| \| Санті 45' \| Голи \| Скотт 73' Блеквуд 85' (пен.) \| | Молодіжний тренувальний центр В'єтнаму, Ханой Глядачів: 150 Арбітр: Стів Супренсія (Філіппін) |
| Лаос                  | 1:2 Звіт                                                                                    | Австралія                                                                                     |
| Санті 45'             | Голи                                                                                        | Скотт 73' Блеквуд 85' (пен.)                                                                  |

| 20 вересня 2016 19:00           | \| Індонезія \| 4:3 Звіт \| Камбоджа \| \| Рафлі 30' Рамдані 32', 57', 90' \| Голи \| Содавід 7' Сафі 67' Фератх 77' (пен.) \| | Молодіжний тренувальний центр В'єтнаму, Ханой Глядачів: 250 Арбітр: Хоанг Ан Туан (В'єтнам) |
| Індонезія                       | 4:3 Звіт | Камбоджа                                                                                    |
| Рафлі 30' Рамдані 32', 57', 90' | Голи | Содавід 7' Сафі 67' Фератх 77' (пен.)                                                       |

## Плей-оф
|  | Півфінали          | Півфінали |                    |   | Фінал | Фінал |
|  |                    |           |                    |   |       |       |
|  | 22 вересня – Ханой |           |                    |   |       |       |
|  |                    |           |                    |   |       |       |
|  | В'єтнам            | 2         |                    |   |       |       |
|  | В'єтнам            | 2         | 24 вересня – Ханой |   |       |       |
|  | Австралія          | 5         |                    |   |       |       |
|  | Австралія          | 5         | Австралія          | 5 |       |       |
|  | 22 вересня – Ханой |           | Австралія          | 5 |       |       |
|  |                    | Таїланд   | 1                  |   |       |       |
|  | Таїланд            | Таїланд   | 1                  | 2 |       |       |
|  | Таїланд            |           |                    | 2 |       |       |
|  | Східний Тимор      | 1         |                    |   |       |       |
|  | Східний Тимор      | 1         | Матч за 3-тє місце |   |       |       |
|  |                    |           |                    |   |       |       |
|  | 24 вересня – Ханой |           |                    |   |       |       |
|  |                    |           |                    |   |       |       |
|  | В'єтнам            | 4         |                    |   |       |       |
|  | В'єтнам            | 4         |                    |   |       |       |
|  | Східний Тимор      | 0         |                    |   |       |       |

### Півфінали
| 22 вересня 2016 16:00    | \| Таїланд \| 2:1 Звіт \| Східний Тимор \| \| Вісарут 80' Суксан 90+3' \| Голи \| Гама 85' \| | Ганг Дай, Ханой Глядачів: 200 Арбітр: Хадмін Шахбуддін (Бруней) |
| Таїланд                  | 2:1 Звіт                                                                                      | Східний Тимор                                                   |
| Вісарут 80' Суксан 90+3' | Голи                                                                                          | Гама 85'                                                        |

| 22 вересня 2016 19:00                 | \| В'єтнам \| 2:5 Звіт \| Австралія \| \| Хо Мін Дьї 58' Ха Дук Чінх 68' (пен.) \| Голи \| Блеквуд 23', 53' Шабоу 26', 35' Чемпнесс 84' \| | Ганг Дай, Ханой Глядачів: 2 544 Арбітр: Чен Хсін Чуанх (Тайвань) |
| В'єтнам                               | 2:5 Звіт | Австралія                                                        |
| Хо Мін Дьї 58' Ха Дук Чінх 68' (пен.) | Голи | Блеквуд 23', 53' Шабоу 26', 35' Чемпнесс 84'                     |

### Матч за 3-тє місце
| 24 вересня 2016 16:00                                            | \| В'єтнам \| 4:0 Звіт \| Східний Тимор \| \| Тран Тханх 24' Ха Дук Чінх 28' Пхан Тхан Хау 45' Лі Нгок Бау 89' \| Голи \| \| | Ганг Дай, Ханой Глядачів: 550 Арбітр: Ксайпасетх Пхонгсаніт (Лаос) |
| В'єтнам                                                          | 4:0 Звіт | Східний Тимор                                                      |
| Тран Тханх 24' Ха Дук Чінх 28' Пхан Тхан Хау 45' Лі Нгок Бау 89' | Голи |                                                                    |

### Фінал
| 24 вересня 2016 19:00                                      | \| Австралія \| 5:1 Звіт \| Таїланд \| \| Баккус 10' Кузмановський 19', 73' Блеквуд 67' Чемпнесс 70' \| Голи \| Сарінгкан 90' \| | Ганг Дай, Ханой Глядачів: 1 501 Арбітр: Мухаммад Назмі Насаруддін (Малайзія) |
| Австралія                                                  | 5:1 Звіт | Таїланд                                                                      |
| Баккус 10' Кузмановський 19', 73' Блеквуд 67' Чемпнесс 70' | Голи | Сарінгкан 90'                                                                |

## Бомбардири
6 голів
- Джордж Блеквуд

5 голів
- Супашай Джайдед

4 голи
- Маіті Хатсаді
- Мухаммад Джафрі
- Ворачіт Канітсрібампен
- Садділ Рамдані

3 голи
- Лахлан Скотт
- Маріо Шабоу
- Лонг Пхеаратх
- Аунг Куанг Манн
- Шві Ко
- Руфіно Гама
- Ха Дук Чінх

2 голи
- Ддо Кампнесс
- Стів Кузмановський
- Деян Пандуревич
- Мухаммад Дімас Драджад
- Панді Лесталаху
- Зві Тхет Паінг
- Джаккіт Вечпіром
- Сіттічок Пхасо
- Франгсятма Алвеш
- Тонг Ан Ті
- Нгуєн Тієн Лінх
- Тран Тханх

1 гол
- Кіну Баккус
- Джейден Прасад
- Інн Содавітх
- Кунтя Раван
- Сеп Росіб
- Ют Сафі
- Багас Аді Нугрохо
- Санді Пратама
- Мухаммад Рафі
- Кхампханх Сонтханалай
- Санті Сопхупетх
- Ванна Бунловонгса
- Кутті Абба
- Мухаммад Амірул
- Мухаммад Камарудін
- Мохд Зарулізван Мазлан
- Бадрул Русалан
- Денієл Ашраф
- Аунг Наінг Він
- Джеремайя Барлонган
- Мейджор Ебарлі
- Джордан Джервіс
- Кінтаро Міягі
- Марк Вінгоффер
- Сягрул Сазалі
- Хайкал Пашіа Анугерах
- Соравіт Пантхонг
- Вісарут Імура
- Суксан Мунгпао
- Енріке Круж
- Гуаденсіу Монтейру
- Желваніу Альберту
- Жозе Олівейра
- Труонг Тієн Ан
- Лі Нгок Бао
- Тран Дуй Кханх
- Доан Ван Хау
- Пхан Тханх Хау
- Хуйнх Тан Сінх

Автоголи
- Сченг Менг (у поєдинку проти Австралії)
- Оук Сованн (у поєдинку проти М'янми)
- Аріяпол Ченсон (у поєдинку проти М'янми)
- Сарінгкан Промсупа (у поєдинку проти Камбоджі)